# Unser Haus in Kamerun
Unser Haus in Kamerun («Nuestra casa en Camerún» en español) es una película de aventuras de Alemania Occidental de 1961 dirigida por Alfred Vohrer y protagonizada por Johanna von Koczian, Götz George y Hans Söhnker.

## Argumento
Los Ambrock, una rica familia alemana, cultivan su plantación en África desde hace generaciones. El hijo menor, Georg, es enviado a Hamburgo para vivir con viejos amigos de la familia, los Sternsand. Se enamora de Doris, sin saber que ella tiene una aventura secreta con Klaas Steensand y un hijo de una relación anterior. Cuando Georg debe regresar a África debido a la muerte de su hermano mayor, Doris lo acompaña. El celoso Klaas lo sigue y amenaza con contarle todo a los Ambrock.

## Reparto
- Johanna von Koczian como Doris Kröger.
- Götz George como Georg Ambrock.
- Hans Söhnker como Willem Ambrock.
- Horst Frank como Klaas Steensand.
- Berta Drews como Tante Edith.
- Walter Rilla como el cónsul Steensand.
- Kenneth Spencer como Bismarck
- Katrin Schaake como Christine Ambrock.
- Helga Sommerfeld como Manuela Ingarides.
- Hans Fitze como Pfarrer.
- Uwe Friedrichsen como Rolf Ambrock.
- Helga Münster como Ina Lorenz.
- Henry Vahl como Taxista.
- Käte Jaenicke como Elli Dörfler.